# Andrea Gallo

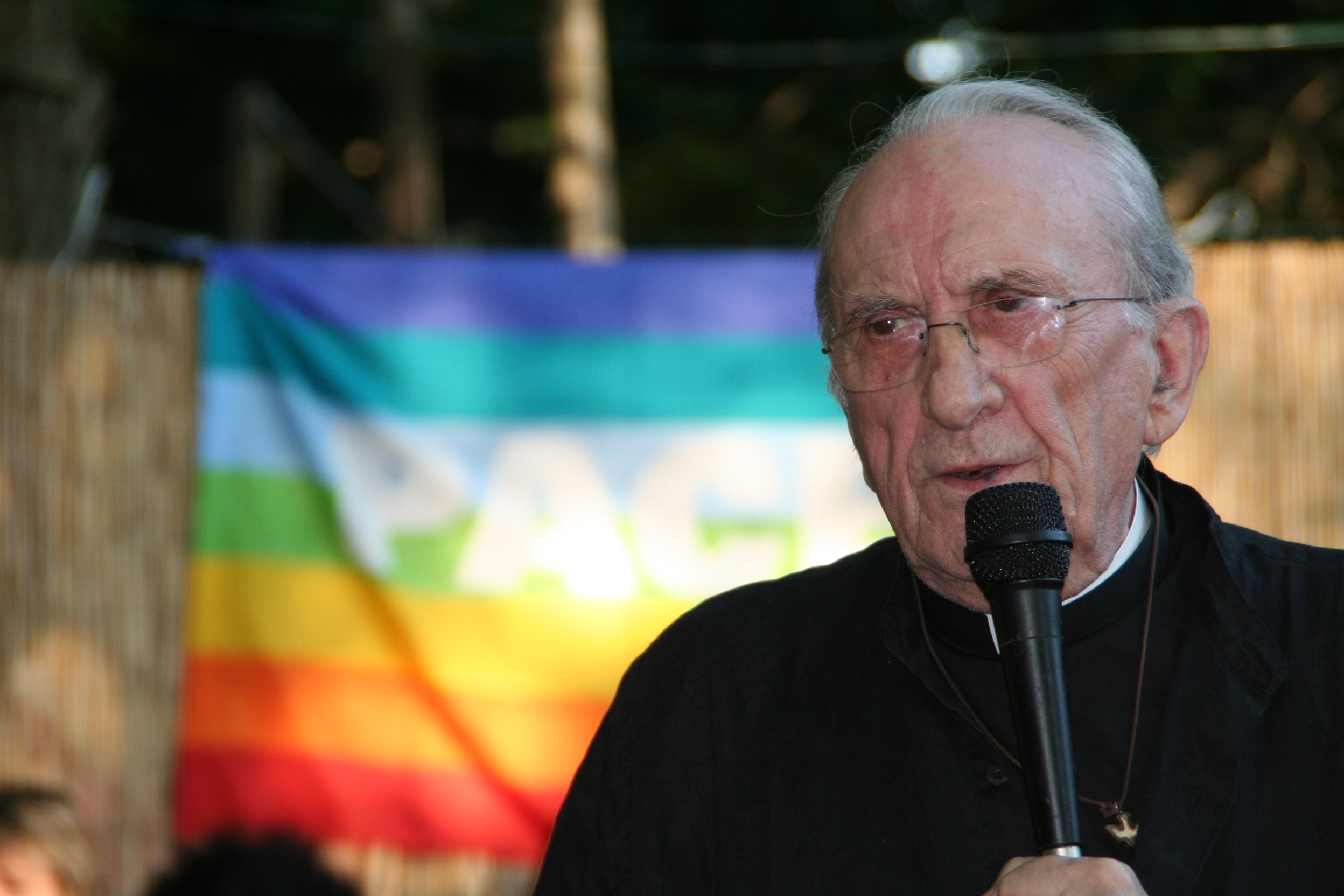
Andrea Gallo en la fiesta de Emergency en Bolano el 22 de julio de 2007.

Andrea Gallo (Génova, 18 de julio de 1928-22 de mayo de 2013) fue un presbítero italiano, fundador y líder de la comunidad de San Benedetto al Porto di Genova. A menudo se llamaba a sí mismo un "sacerdote de la acera", refiriéndose a su actividad de ayudar a los pobres y necesitados.

""Mis evangelios no son cuatro ... Nosotros seguimos desde hace años y años el evangelio según De André, un camino que está en la dirección obstinada y contraria Y podemos confirmarlo, tenga en cuenta que: de los diamantes nada nace, sino que de las flores marchitas florece "."
Entrevista en La storia siamo noi: "Preti di strada", agosto de 2007, Rai Tre

## Obras
- San Giovanni Battista di Vinigo e i suoi fioli de jesia, s.l., s.n., 1993.
- La chiesa di San Giuliano. Guida storico artistica, Venezia, Edizioni studium cattolico veneziano, 1995. ISBN 88-85351-20-4
- Poi siamo tutti belli. La Comunità di San Benedetto attraverso le agende di don Andrea Gallo, Roma, Sensibili alle Foglie, 1995.
- L'inganno droga, Tivoli, Sensibili alle Foglie, 1998. ISBN 88-86323-30-1
- Il fiore pungente. Conversazione con Don Andrea Gallo, di Fabia Binci e Paolo Masi, Arenzano, O Caroggio, 2000; Milano, Dalai, 2011. ISBN 978-88-662-0070-3
- Trafficanti di sogni, con altri, Lerici, Ippogrifo Liguria, 2004.
- Angelicamente anarchico. Autobiografia, Milano, Mondadori, 2005. ISBN 88-04-53593-8
- Il cantico dei drogati. L'inganno droga nella società delle dipendenze, Dogliani, Sensibili alle Foglie, 2005. ISBN 88-86323-98-0
- Io cammino con gli ultimi, con Federico Traversa, Génova, Chinaski, 2007. ISBN 88-89966-10-6
- In viaggio con Don Gallo, con Federico Traversa, Génova, Chinaski, 2008. ISBN 88-89966-26-2
- Così in terra, come in cielo, con Simona Orlando, Milano, Mondadori, 2010. ISBN 978-88-04-59654-7
- Sono venuto per servire, con Loris Mazzetti, Roma, Aliberti, 2010. ISBN 978-88-7424-614-4
- E io continuo a camminare con gli ultimi, con Federico Traversa, Génova, Chinaski, 2011. ISBN 88-89966-65-3
- Ancora in strada. Un prete da marciapiede, con Bruno Viani, Génova, De Ferrari, 2011. ISBN 978-88-640-5283-0
- Di sana e robusta Costituzione, Roma, Aliberti, 2011. ISBN 978-88-7424-789-9
- Il vangelo di un utopista, Reggio Emilia-Roma, Aliberti, 2011. ISBN 978-88-7424-820-9
- Se non ora, adesso. [Le donne, i giovani, la liberazione sessuale], Milano, Chiarelettere, 2011. ISBN 978-88-619-0181-0
- Non uccidete il futuro dei giovani, Milano, Dalai, 2011. ISBN 978-88-662-0232-5
- La buona novella. Perché non dobbiamo avere paura, Roma, Aliberti, 2012. ISBN 978-88-7424-869-8
- Come un cane in Chiesa. Il Vangelo respira solo nelle strade, Milano, Piemme, 2012. ISBN 978-88-5662-457-1
- In cammino con Francesco, Chiarelettere, Milano 2013